# Ljiljana Bunjevac Filipović
Ljiljana Bunjevac Filipović (Virovitica, 7. prosinca 1958.), hrvatska televizijska novinarka i redateljica i scenaristica dokumentarnih filmova. Po struci je profesorica je engleskog i književnosti. 
Početkom Domovinskog rata izvješćivala je s bojišta kao ratna izvjestiteljica. Poslije je bila voditeljica televizijskog dnevnika na Hrvatskoj televiziji. Bila je urednica u informativnom programu Hrvatske televizije od 1990. do 2000. godine.
Nakon toga prešla je u snimanje dokumentarnih filmova. Kao novinarka i urednica Hrvatske televizije u dokumentarnom programu Bunjevac Filipović radi punih 12 godina. Autorski ju već dugo zanimaju teme hrvatske povijesti i hrvatske emigracije.
Za svoje je dokumentarne filmove dobila nagrade.

## Filmografija
Redateljica je ovih dokumentarnih filmova:
- Žogice
- Čujem... vjerujem... vidim
- Milijada, 2007.
- Zvjezdan, 2008.
- Ima jedan otok..., 2008.
- Manji brat - fra Bonaventura Duda, 2009.
- Put do čuda, 2010.
- Međugorje – evo ti Majke, 2011. (osvojio Grand Prix na 3. Festivalu hrvatskih vjerskih dokumentarnih filmova održanom u trsatskom svetištu)[3]
- Ljubavnici i luđaci, 2012.
- Referendum', 2013.
- Tamo gdje palme cvatu, 2014.
- Prateći Majku Tereziju, 2014. (filmu glavna nagrada na Festivalu hrvatskoga katoličkog filma na Trsatu 2015.)[4]
- Riznica, 2015.
- HRT u Domovinskom ratu, 2016.
- Laž ili zatvor, 2016.
- Gojko Šušak – pobjednik iz sjene, 2018.
- Tajna Dakse, 2019.

Scenaristica je ovih dokumentarnih filmova:
- Čujem... vjerujem... vidim
- Ljudi na kraju grada, 2001.
- Milijada, 2007.
- Zvjezdan, 2008.
- Ima jedan otok..., 2008.
- Manji brat - fra Bonaventura Duda, 2009.
- Put do čuda, 2010.
- Međugorje – evo ti Majke, 2011. (osvojio Grand Prix na 3. Festivalu hrvatskih vjerskih dokumentarnih filmova održanom u trsatskom svetištu)[3]
- Ljubavnici i luđaci, 2012.
- Referendum, 2013.
- Tamo gdje palme cvatu, 2014.
- Prateći Majku Tereziju, 2014. (filmu glavna nagrada na Festivalu hrvatskoga katoličkog filma na Trsatu 2015., Bunjevac Filipović nagrada na najbolji scenarij)[4]
- Riznica, 2015.
- HRT u Domovinskom ratu, 2016.
- Laž ili zatvor, 2016.
- Gojko Šušak – pobjednik iz sjene, 2018.

Urednica:
- Deblokada Dubrovnika[5]